# Les Rapines du Duc de Guise
 (janvier 2015).
Si vous disposez d'ouvrages ou d'articles de référence ou si vous connaissez des sites web de qualité traitant du thème abordé ici, merci de compléter l'article en donnant les références utiles à sa vérifiabilité et en les liant à la section « Notes et références ».
Les Rapines du Duc de Guise est un roman policier historique de Jean d'Aillon paru en 2008. Il s'agit du premier tome du premier volume (La Guerre des trois Henri) de la série Olivier Hauteville

## Résumé
En 1585, les parents d'Olivier Hauteville sont tués et il est soupçonné. Poulain, lieutenant du prévôt, le fait libérer. Olivier découvre que des documents d'enquête de son père, qui appartenait à la Sainte Union de défense contre l'hérésie, ont disparu. On le charge d'enquêter sur les rapines du duc Henri II de Guise sur les tailles (100 000 livres en 1881). Cassandre, fille adoptive de Mornay, l'assiste. Ils démasquent Salvancy et trouvent le tueur de son père : Marteau, collègue de Salvancy. Cassandre fuit avec l'argent des rapines, pour le donner à Navarre. Henri III signe le traité de Nemours et Guise déclare la guerre aux protestants.